# Bezirk Marche-en-Famenne
Der Bezirk Marche-en-Famenne (französisch arrondissement administratif de Marche-en-Famenne) ist einer von fünf Bezirken in der belgischen Provinz Luxemburg. Er umfasst eine Fläche von 953,70 km² mit 57.667 Einwohnern (Stand: 1. Januar 2024) in neun Gemeinden.

## Gemeinden im Bezirk Marche-en-Famenne
| Gemeinde                 | Einwohner 1. Januar 2024 | Fläche km² | Dichte Einw./km² | NIS- Code | Postleitzahl          |
| ------------------------ | ------------------------ | ---------- | ---------------- | --------- | --------------------- |
| Durbuy                   | 11.506                   | 156,61     | 73               | 83012     | 6940–6941             |
| Érezée                   | 3.345                    | 78,44      | 43               | 83013     | 6997                  |
| Hotton                   | 5.706                    | 57,32      | 100              | 83028     | 6990                  |
| La Roche-en-Ardenne      | 4.100                    | 147,52     | 28               | 83031     | 6980, 6982–6984, 6986 |
| Manhay                   | 3.715                    | 119,81     | 31               | 83055     | 6960                  |
| Marche-en-Famenne        | 17.972                   | 121,40     | 148              | 83034     | 6900                  |
| Nassogne                 | 5.735                    | 111,96     | 51               | 83040     | 6950–6953             |
| Rendeux                  | 2.707                    | 68,83      | 39               | 83044     | 6987                  |
| Tenneville               | 2.881                    | 91,81      | 31               | 83049     | 6970–6972             |
| Bezirk Marche-en-Famenne | 57.667                   | 953,70     | 60               | 83000     | –                     |